# Stazione di Castellammare del Golfo
La stazione di Castellammare del Golfo, sita nel territorio comunale di Alcamo, è una stazione ferroviaria che serve le località di Castellammare del Golfo e Alcamo Marina posta sulla linea Palermo-Trapani.
La stazione è dotata di due binari di circolazione atti al servizio viaggiatori, più un binario atto solo al servizio merci.
Il fabbricato viaggiatori, a due elevazioni e chiuso al pubblico, è munito di tettoia. Vi sono una bacheca per gli orari cartacei e una macchina obliteratrice; la stazione è dotata di biglietteria automatica self-service.
La stazione è gestita in telecomando dal DCO di Palermo.

## Strutture e impianti
La stazione è dotata di tre binari passanti, di cui i primi due per il servizio viaggiatori utilizzati anche per precedenze e incroci, di cui il primo in corretto tracciato. I treni accedono alla stazione in corretto tracciato sul primo binario, mentre sono instradati in deviata sul secondo o sul terzo.

## Movimento
La stazione è servita dai treni regionali operati da Trenitalia sulla relazione Trapani-Castelvetrano-Piraineto.